# Eleições parlamentares europeias de 2004 no distrito de Leiria
| Eleições parlamentares europeias de 2004 em Portugal Distritos: Aveiro \| Beja \| Braga \| Bragança \| Castelo Branco \| Coimbra \| Évora \| Faro \| Guarda \| Leiria \| Lisboa \| Portalegre \| Porto \| Santarém \| Setúbal \| Viana do Castelo \| Vila Real \| Viseu \| Açores \| Madeira \| Estrangeiro |

## Resultados por Concelho
Os resultados nos concelhos do Distrito de Leiria foram os seguintes:

### Alcobaça
| Partido                 | Partido                        | Votos  | %               | +/-  |
| ----------------------- | ------------------------------ | ------ | --------------- | ---- |
|                         | Força Portugal                 | 7 743  | 43,91 / 100,00  | 3,87 |
|                         | Partido Socialista             | 6 657  | 37,76 / 100,00  | 1,51 |
|                         | Coligação Democrática Unitária | 855    | 4,85 / 100,00   | 0,90 |
|                         | Bloco de Esquerda              | 688    | 3,90 / 100,00   | 2,63 |
|                         | Partido da Nova Democracia     | 187    | 1,06 / 100,00   | Novo |
|                         | Outros                         | 490    | 2,79 / 100,00   |      |
| Votos Inválidos         | Votos Inválidos                | 1 012  | 5,74 / 100,00   | 1,71 |
| Total                   | Total                          | 17 632 | 100,00 / 100,00 |      |
| Eleitorado/Participação | Eleitorado/Participação        | 46 566 | 37,86 / 100,00  | 3,14 |

### Alvaiázere
| Partido                 | Partido                    | Votos | %               | +/-  |
| ----------------------- | -------------------------- | ----- | --------------- | ---- |
|                         | Força Portugal             | 1 761 | 68,44 / 100,00  | 7,67 |
|                         | Partido Socialista         | 519   | 20,17 / 100,00  | 1,68 |
|                         | Bloco de Esquerda          | 48    | 1,87 / 100,00   | 1,48 |
|                         | Partido da Nova Democracia | 30    | 1,17 / 100,00   | Novo |
|                         | Outros                     | 103   | 4,00 / 100,00   |      |
| Votos Inválidos         | Votos Inválidos            | 112   | 4,35 / 100,00   | 2,02 |
| Total                   | Total                      | 2 573 | 100,00 / 100,00 |      |
| Eleitorado/Participação | Eleitorado/Participação    | 7 414 | 34,70 / 100,00  | 7,30 |

### Ansião
| Partido                 | Partido                        | Votos  | %               | +/-  |
| ----------------------- | ------------------------------ | ------ | --------------- | ---- |
|                         | Força Portugal                 | 2 611  | 55,42 / 100,00  | 7,37 |
|                         | Partido Socialista             | 1 538  | 32,65 / 100,00  | 2,03 |
|                         | Bloco de Esquerda              | 72     | 1,53 / 100,00   | 1,08 |
|                         | Coligação Democrática Unitária | 67     | 1,42 / 100,00   | 0,22 |
|                         | Partido da Nova Democracia     | 47     | 1,00 / 100,00   | Novo |
|                         | Outros                         | 148    | 3,15 / 100,00   |      |
| Votos Inválidos         | Votos Inválidos                | 228    | 4,84 / 100,00   | 1,89 |
| Total                   | Total                          | 4 711  | 100,00 / 100,00 |      |
| Eleitorado/Participação | Eleitorado/Participação        | 12 121 | 38,87 / 100,00  | 6,68 |

### Batalha
| Partido                 | Partido                        | Votos  | %               | +/-  |
| ----------------------- | ------------------------------ | ------ | --------------- | ---- |
|                         | Força Portugal                 | 2 951  | 56,76 / 100,00  | 5,79 |
|                         | Partido Socialista             | 1 375  | 26,45 / 100,00  | 1,75 |
|                         | Bloco de Esquerda              | 165    | 3,17 / 100,00   | 2,40 |
|                         | Partido da Nova Democracia     | 100    | 1,92 / 100,00   | Novo |
|                         | Coligação Democrática Unitária | 71     | 1,37 / 100,00   | 0,31 |
|                         | Outros                         | 192    | 3,68 / 100,00   |      |
| Votos Inválidos         | Votos Inválidos                | 345    | 6,64 / 100,00   | 1,66 |
| Total                   | Total                          | 5 199  | 100,00 / 100,00 |      |
| Eleitorado/Participação | Eleitorado/Participação        | 12 129 | 42,86 / 100,00  | 2,95 |

### Bombarral
| Partido                 | Partido                        | Votos  | %               | +/-  |
| ----------------------- | ------------------------------ | ------ | --------------- | ---- |
|                         | Força Portugal                 | 1 677  | 41,04 / 100,00  | 6,58 |
|                         | Partido Socialista             | 1 554  | 38,03 / 100,00  | 0,97 |
|                         | Coligação Democrática Unitária | 341    | 8,35 / 100,00   | 1,17 |
|                         | Bloco de Esquerda              | 153    | 3,74 / 100,00   | 2,42 |
|                         | Outros                         | 174    | 4,25 / 100,00   |      |
| Votos Inválidos         | Votos Inválidos                | 187    | 4,57 / 100,00   | 1,84 |
| Total                   | Total                          | 4 086  | 100,00 / 100,00 |      |
| Eleitorado/Participação | Eleitorado/Participação        | 11 703 | 34,91 / 100,00  | 2,04 |

### Caldas da Rainha
| Partido                 | Partido                        | Votos  | %               | +/-  |
| ----------------------- | ------------------------------ | ------ | --------------- | ---- |
|                         | Força Portugal                 | 5 865  | 42,03 / 100,00  | 8,18 |
|                         | Partido Socialista             | 5 509  | 39,48 / 100,00  | 2,40 |
|                         | Bloco de Esquerda              | 755    | 5,41 / 100,00   | 3,40 |
|                         | Coligação Democrática Unitária | 644    | 4,62 / 100,00   | 0,87 |
|                         | Partido da Nova Democracia     | 151    | 1,08 / 100,00   | Novo |
|                         | Outros                         | 429    | 3,08 / 100,00   |      |
| Votos Inválidos         | Votos Inválidos                | 601    | 4,31 / 100,00   | 1,05 |
| Total                   | Total                          | 13 954 | 100,00 / 100,00 |      |
| Eleitorado/Participação | Eleitorado/Participação        | 39 457 | 35,37 / 100,00  | 2,26 |

### Castanheira de Pera
| Partido                 | Partido                        | Votos | %               | +/-  |
| ----------------------- | ------------------------------ | ----- | --------------- | ---- |
|                         | Partido Socialista             | 760   | 58,96 / 100,00  | 1,26 |
|                         | Força Portugal                 | 369   | 28,63 / 100,00  | 1,91 |
|                         | Coligação Democrática Unitária | 45    | 3,49 / 100,00   | 0,54 |
|                         | Bloco de Esquerda              | 21    | 1,63 / 100,00   | 1,12 |
|                         | Outros                         | 35    | 2,72 / 100,00   |      |
| Votos Inválidos         | Votos Inválidos                | 59    | 4,58 / 100,00   | 1,17 |
| Total                   | Total                          | 1 289 | 100,00 / 100,00 |      |
| Eleitorado/Participação | Eleitorado/Participação        | 3 404 | 37,87 / 100,00  | 4,32 |

### Figueiró dos Vinhos
| Partido                 | Partido                        | Votos | %               | +/-   |
| ----------------------- | ------------------------------ | ----- | --------------- | ----- |
|                         | Partido Socialista             | 1 367 | 45,21 / 100,00  | 10,45 |
|                         | Força Portugal                 | 1 275 | 43,10 / 100,00  | 13,59 |
|                         | Bloco de Esquerda              | 43    | 1,45 / 100,00   | 0,86  |
|                         | Coligação Democrática Unitária | 37    | 1,25 / 100,00   | 0,28  |
|                         | Outros                         | 97    | 3,28 / 100,00   |       |
| Votos Inválidos         | Votos Inválidos                | 139   | 4,70 / 100,00   | 0,23  |
| Total                   | Total                          | 2 958 | 100,00 / 100,00 |       |
| Eleitorado/Participação | Eleitorado/Participação        | 6 533 | 45,28 / 100,00  | 0,39  |

### Leiria
| Partido                 | Partido                        | Votos  | %               | +/-  |
| ----------------------- | ------------------------------ | ------ | --------------- | ---- |
|                         | Força Portugal                 | 18 479 | 50,12 / 100,00  | 6,40 |
|                         | Partido Socialista             | 11 716 | 31,77 / 100,00  | 1,06 |
|                         | Bloco de Esquerda              | 1 785  | 4,84 / 100,00   | 3,47 |
|                         | Coligação Democrática Unitária | 1 041  | 2,82 / 100,00   | 0,45 |
|                         | Partido da Nova Democracia     | 463    | 1,26 / 100,00   | Novo |
|                         | Outros                         | 1 149  | 3,12 / 100,00   |      |
| Votos Inválidos         | Votos Inválidos                | 2 239  | 6,07 / 100,00   | 1,95 |
| Total                   | Total                          | 36 872 | 100,00 / 100,00 |      |
| Eleitorado/Participação | Eleitorado/Participação        | 97 288 | 37,90 / 100,00  | 1,88 |

### Marinha Grande
| Partido                 | Partido                                         | Votos  | %               | +/-  |
| ----------------------- | ----------------------------------------------- | ------ | --------------- | ---- |
|                         | Partido Socialista                              | 5 177  | 44,63 / 100,00  | 0,02 |
|                         | Coligação Democrática Unitária                  | 2 535  | 21,85 / 100,00  | 1,39 |
|                         | Força Portugal                                  | 2 118  | 18,26 / 100,00  | 4,90 |
|                         | Bloco de Esquerda                               | 762    | 6,57 / 100,00   | 4,79 |
|                         | Partido Comunista dos Trabalhadores Portugueses | 213    | 1,84 / 100,00   | 0,26 |
|                         | Outros                                          | 288    | 2,49 / 100,00   |      |
| Votos Inválidos         | Votos Inválidos                                 | 508    | 4,38 / 100,00   | 0,29 |
| Total                   | Total                                           | 11 601 | 100,00 / 100,00 |      |
| Eleitorado/Participação | Eleitorado/Participação                         | 29 915 | 38,78 / 100,00  | 0,80 |

### Nazaré
| Partido                 | Partido                        | Votos  | %               | +/-  |
| ----------------------- | ------------------------------ | ------ | --------------- | ---- |
|                         | Partido Socialista             | 2 143  | 52,91 / 100,00  | 0,56 |
|                         | Força Portugal                 | 1 109  | 27,38 / 100,00  | 5,58 |
|                         | Coligação Democrática Unitária | 287    | 7,09 / 100,00   | 1,01 |
|                         | Bloco de Esquerda              | 250    | 6,17 / 100,00   | 4,04 |
|                         | Outros                         | 114    | 2,81 / 100,00   |      |
| Votos Inválidos         | Votos Inválidos                | 147    | 3,63 / 100,00   | 0,78 |
| Total                   | Total                          | 4 050  | 100,00 / 100,00 |      |
| Eleitorado/Participação | Eleitorado/Participação        | 12 968 | 31,23 / 100,00  | 2,64 |

### Óbidos
| Partido                 | Partido                        | Votos | %               | +/-  |
| ----------------------- | ------------------------------ | ----- | --------------- | ---- |
|                         | Partido Socialista             | 1 545 | 47,31 / 100,00  | 3,40 |
|                         | Força Portugal                 | 1 206 | 36,93 / 100,00  | 0,88 |
|                         | Coligação Democrática Unitária | 155   | 4,75 / 100,00   | 0,72 |
|                         | Bloco de Esquerda              | 113   | 3,46 / 100,00   | 2,31 |
|                         | Outros                         | 126   | 3,86 / 100,00   |      |
| Votos Inválidos         | Votos Inválidos                | 121   | 3,71 / 100,00   | 0,81 |
| Total                   | Total                          | 3 266 | 100,00 / 100,00 |      |
| Eleitorado/Participação | Eleitorado/Participação        | 9 743 | 33,52 / 100,00  | 1,70 |

### Pedrogão Grande
| Partido                 | Partido                 | Votos | %               | +/-  |
| ----------------------- | ----------------------- | ----- | --------------- | ---- |
|                         | Força Portugal          | 946   | 57,19 / 100,00  | 2,61 |
|                         | Partido Socialista      | 505   | 30,53 / 100,00  | 0,92 |
|                         | Bloco de Esquerda       | 24    | 1,45 / 100,00   | 0,86 |
|                         | Outros                  | 79    | 4,77 / 100,00   |      |
| Votos Inválidos         | Votos Inválidos         | 100   | 6,04 / 100,00   | 1,61 |
| Total                   | Total                   | 1 654 | 100,00 / 100,00 |      |
| Eleitorado/Participação | Eleitorado/Participação | 4 052 | 40,82 / 100,00  | 3,55 |

### Peniche
| Partido                 | Partido                                         | Votos  | %               | +/-  |
| ----------------------- | ----------------------------------------------- | ------ | --------------- | ---- |
|                         | Partido Socialista                              | 3 246  | 45,20 / 100,00  | 3,62 |
|                         | Força Portugal                                  | 2 231  | 31,06 / 100,00  | 3,29 |
|                         | Coligação Democrática Unitária                  | 772    | 10,75 / 100,00  | 1,73 |
|                         | Bloco de Esquerda                               | 314    | 4,37 / 100,00   | 2,91 |
|                         | Partido Comunista dos Trabalhadores Portugueses | 104    | 1,45 / 100,00   | 0,41 |
|                         | Outros                                          | 178    | 2,49 / 100,00   |      |
| Votos Inválidos         | Votos Inválidos                                 | 337    | 4,69 / 100,00   | 0,78 |
| Total                   | Total                                           | 7 182  | 100,00 / 100,00 |      |
| Eleitorado/Participação | Eleitorado/Participação                         | 22 721 | 31,61 / 100,00  | 1,94 |

### Pombal
| Partido                 | Partido                        | Votos  | %               | +/-  |
| ----------------------- | ------------------------------ | ------ | --------------- | ---- |
|                         | Força Portugal                 | 7 256  | 53,72 / 100,00  | 4,50 |
|                         | Partido Socialista             | 4 295  | 31,80 / 100,00  | 2,09 |
|                         | Bloco de Esquerda              | 450    | 3,33 / 100,00   | 2,35 |
|                         | Coligação Democrática Unitária | 233    | 1,73 / 100,00   | 0,42 |
|                         | Partido da Nova Democracia     | 165    | 1,22 / 100,00   | Novo |
|                         | Outros                         | 438    | 3,24 / 100,00   |      |
| Votos Inválidos         | Votos Inválidos                | 670    | 4,96 / 100,00   | 2,02 |
| Total                   | Total                          | 13 507 | 100,00 / 100,00 |      |
| Eleitorado/Participação | Eleitorado/Participação        | 46 339 | 29,15 / 100,00  | 1,74 |

### Porto de Mós
| Partido                 | Partido                        | Votos  | %               | +/-  |
| ----------------------- | ------------------------------ | ------ | --------------- | ---- |
|                         | Força Portugal                 | 3 713  | 47,85 / 100,00  | 6,94 |
|                         | Partido Socialista             | 2 721  | 35,07 / 100,00  | 0,79 |
|                         | Bloco de Esquerda              | 262    | 3,38 / 100,00   | 2,37 |
|                         | Coligação Democrática Unitária | 192    | 2,47 / 100,00   | 0,68 |
|                         | Partido da Nova Democracia     | 122    | 1,57 / 100,00   | Novo |
|                         | Outros                         | 260    | 3,34 / 100,00   |      |
| Votos Inválidos         | Votos Inválidos                | 489    | 6,30 / 100,00   | 3,03 |
| Total                   | Total                          | 7 759  | 100,00 / 100,00 |      |
| Eleitorado/Participação | Eleitorado/Participação        | 19 576 | 39,64 / 100,00  | 4,36 |